# Bong bóng xà phòng

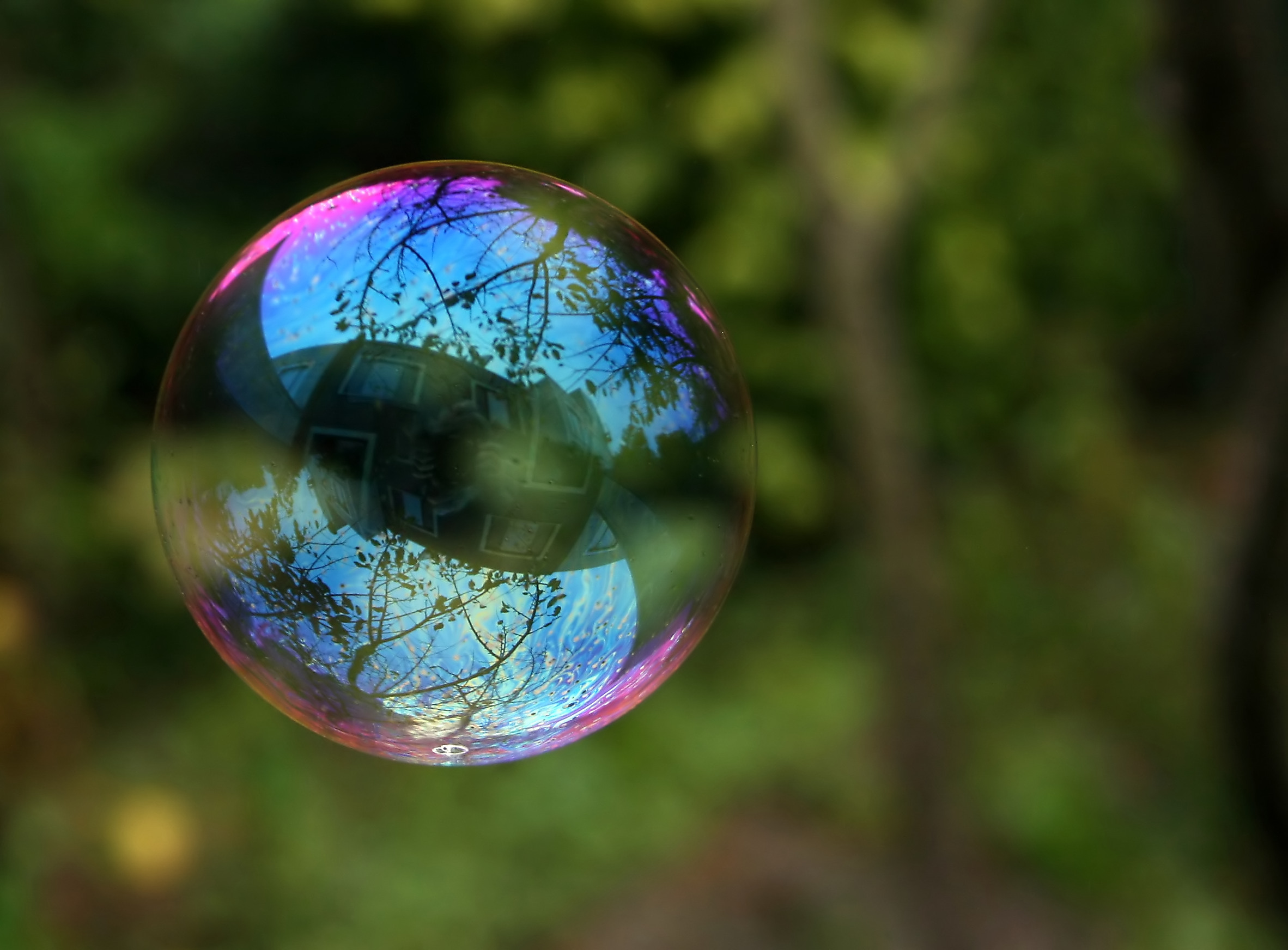
Bong bóng xà phòng

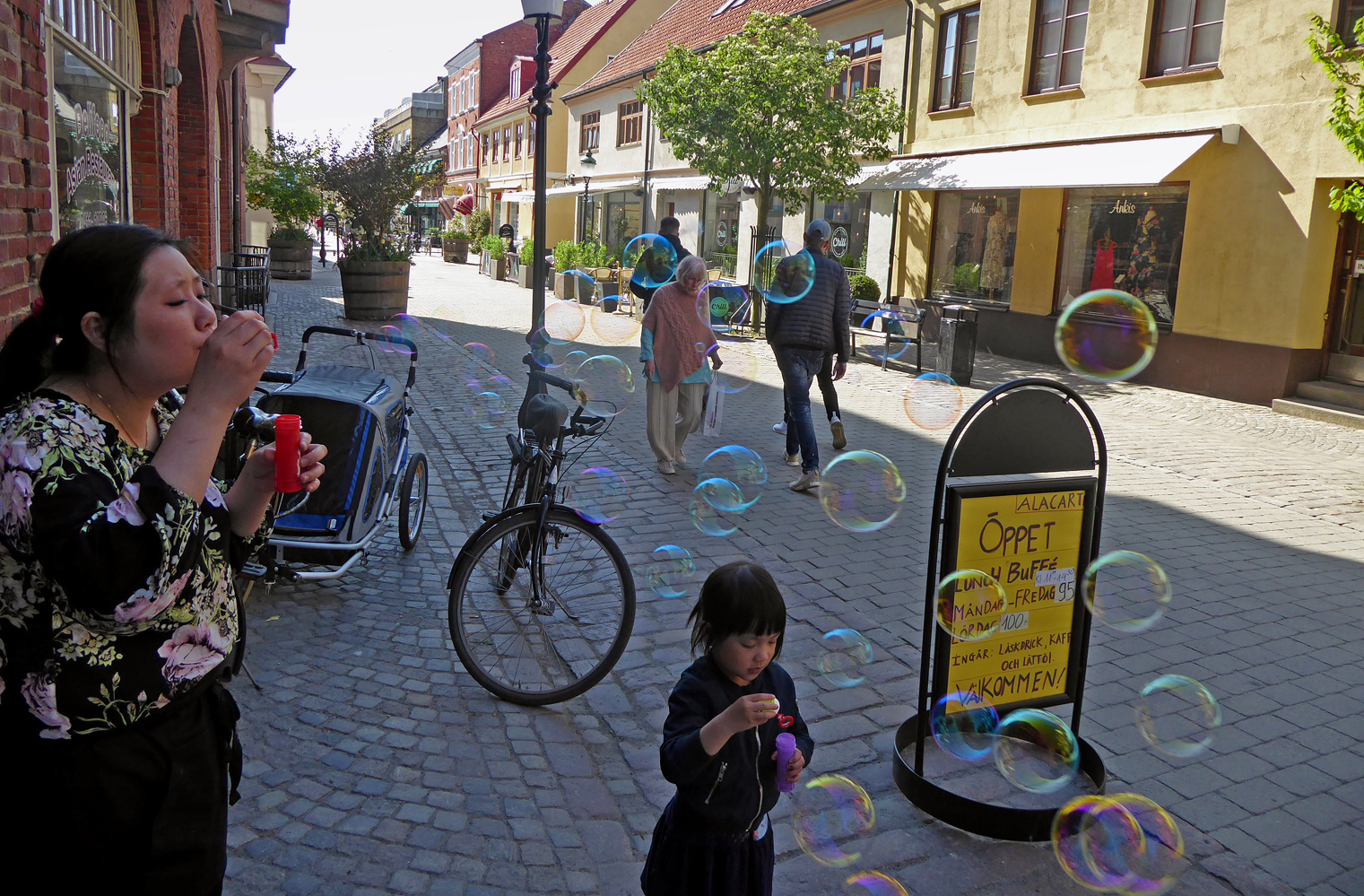
Bong bóng xà phòng.

Bong bóng xà phòng là một màng rất mỏng của nước xà phòng có dạng hình cầu với mặt ngoài óng ánh nhiều màu. Bong bóng xà phòng thường chỉ tồn tại trong một khoảng thời gian ngắn và sau đó tự vỡ tung hoặc vỡ do va chạm với những vật khác. Chúng thường được dùng như là đồ chơi của trẻ em nhưng việc sử dụng chúng trong nghệ thuật trình diễn cho thấy rằng chúng cũng có thể quyến rũ cả những người trưởng thành. Bong bóng xà phòng còn có thể giúp đỡ để giải quyết những vấn đề toán học phức tạp về không gian, như là chúng luôn tìm khoảng diện tích bề mặt bé nhất giữa điểm và cạnh.

## Vật lý

### Sức căng mặt ngoài và hình dạng
Bong bóng có thể tồn tại bởi vì mặt ngoài của một chất lỏng (thông thường là nước) có một sức căng mặt ngoài, cái mà làm cho bề mặt đó gần như là có tính đàn hồi. Tuy nhiên, bong bóng tạo ra hoàn toàn chỉ bởi một chất lỏng duy nhất thì không ổn định và một chất hoạt động bề mặt và làm phân huỷ như xà phòng là cần thiết để làm ổn định trạng thái bong bóng. Một quan niệm sai phổ biến là xà phòng làm tăng cường sức căng bằng mặt của nước. Thực sự thì xà phòng làm điều ngược lại, nó làm giảm sức căng bề mặt của nước nguyên chất xuống còn khoảng một phần ba. Xà phòng không tăng cường cho bong bóng mà làm ổn định chúng, thông qua tác động được biết như là hiệu ứng Marangoni.

### Liên quan tới vũ trụ
Các loại bong bóng, nhất là bong bóng nước trên mặt nước hơi giống với lỗ đen trong vũ trụ. Khi nhìn những vết cặn trong bình nước, qua cạnh của bong bóng trên mặt nước, thì thấy những vết cặn bị biến dạng như nhìn các ngôi sao qua cạnh của lỗ đen và hiện tượng bong bóng lớn hút bong bóng nhỏ như lỗ đen lớn hút lỗ đen nhỏ.